# Barrage d'Evrétou
 Le Barrage d'Evretou (grec moderne : Φράγμα Ευρέτου) est le troisième plus grand barrage de Chypre et également le plus grand barrage en remblai rocheux de l'île. Il se situe à une altitude de 165 m et se trouve à environ 15 km au sud de Polis Chrysochou, à côté du village abandonné d'Evrétou. Il fait partie du Projet d'irrigation de Chrysochou, dont la construction coûte un total de CYP £21,000,000.